# Ashley Fox
Ashley Peter Fox (født 15. november 1969) er siden 2009 britisk medlem af Europa-Parlamentet, valgt for Konservative Parti (UK) (indgår i parlamentsgruppen ECR).